# ادامپان
ادامپان (به لاتین: Adampan) در سری‌لانکا است که در استان شمالی (سری‌لانکا) واقع شده‌است.